# Střední škola pedagogická, hotelnictví a služeb Litoměřice
Střední škola pedagogická, hotelnictví a služeb Litoměřice je střední škola v Litoměřicích, která vznikla sloučením Střední pedagogické školy Johanna Heinricha Pestalozziho a Střední školy hotelnictví, gastronomie a služeb. Škola má v současnosti dvě střediska. První má zaměření na pedagogické obory, druhé na gastro a technické obory. Škola nabízí čtyřleté studium ukončené maturitou či tříleté studium zakončené získání výučního listu.
V roce 2021 škola zvítězila v celostátní soutěži Svačina roku. V roce 2022 byla škola nominována na Výroční cenu AHR (Asociace hotelů a restaurací).